# María Teresa de Jesús Gerhardinger
María Teresa de Jesús Gerhardinger (Ratisbona, 20 de junio de 1797 - Múnich, 9 de mayo de 1879), de nombre secular Karolina Gerhardinger, fue una religiosa católica alemana, fundadora de la Congregación de Hermanas Escolásticas de Nuestra Señora y venerada como beata en la Iglesia católica.

## Biografía

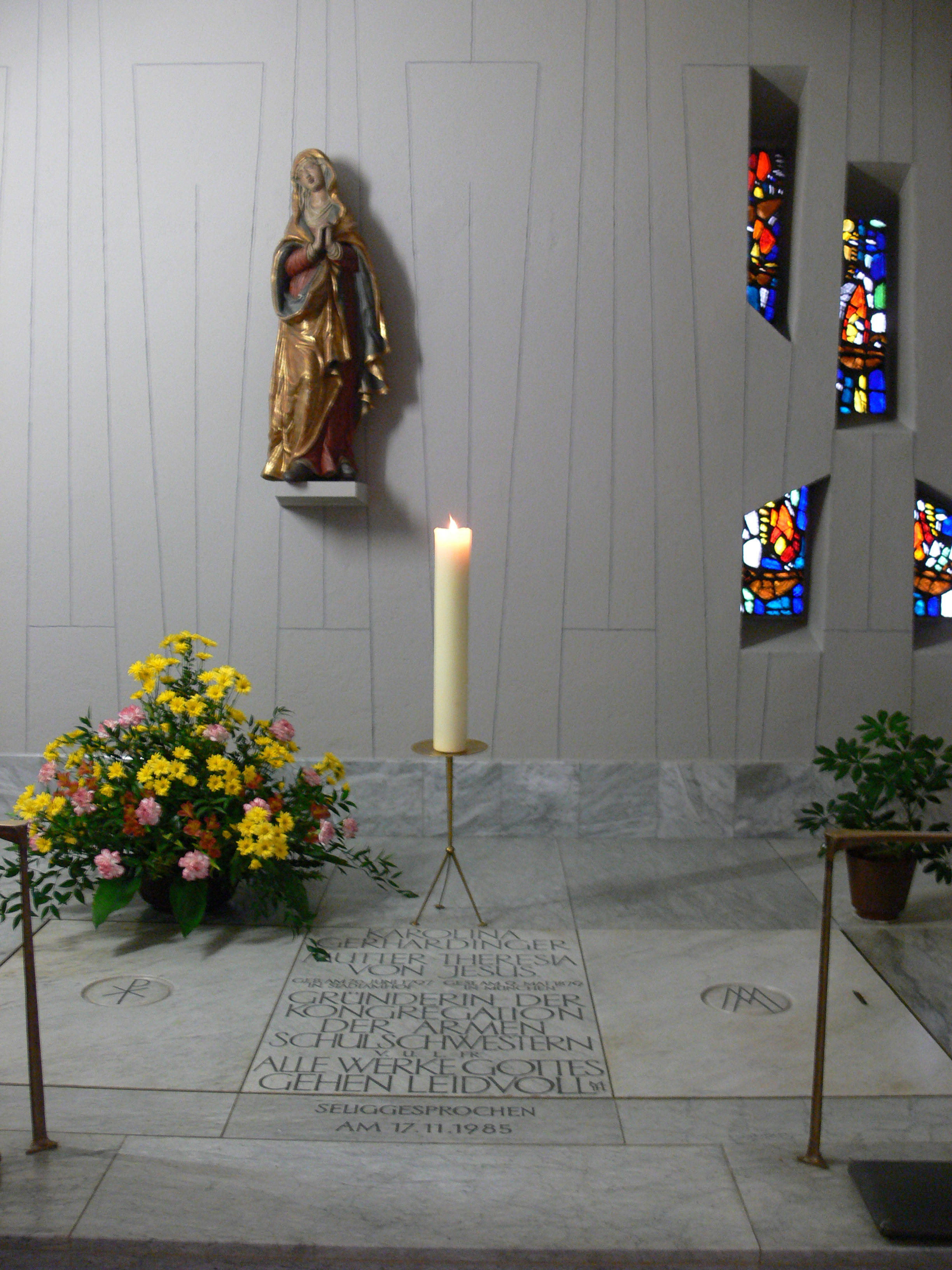
Tumba de la beata en la iglesia de Santigo de Múnich, al lado de la casa madre de su congregación.

Karolina Gerhardinger nació en el barrio de Stadtamhof, en la ciudad de Ratisbona, el 20 de junio de 1797. Recibió su formación de las Canonesas de San Agustín de la Congregación de Nuestra Señora, de donde obtuvo la licencia para la enseñanza en escuelas elementales de mujeres. Bajo el gobierno de Napoleón, en 1809, las escuelas religiosas fueron suprimidas, sin embargo, con la ayuda de Georg Michael Wittmann, consiguió la aprobación de dedicarse a la educación con otras compañeras, en los pueblos rurales de Baviera. De ese modo se fue formando la futura Congregación de Hermanas Escolásticas de Nuestra Señora, hasta su aprobación en 1835. Ese mismo año, Karolina Gerhardinger tomó el hábito religioso, cambiando su nombre por María Teresa de Jesús. La congregación se expandió rápidamente por todo el mundo.

## Culto
El 5 de diciembre de 1929 inició el proceso informativo en pro de la beatificación de María Teresa de Jesús, en la diócesis de Ratisbona, concluyéndose el 18 de noviembre de 1932. En 1952 fue trasladado a la Santa Sede, siendo proclamada venerable el 13 de enero de 1983, por el papa Juan Pablo II. El mismo pontífice la beatificó el 17 de noviembre de 1985, junto al religioso pasionista Pio de San Luis Gonzaga y de la monja maronita Rebeca de Himlaia.
La Iglesia católica celebra su memoria el 9 de mayo. Ese mismo día el Martirologio romano trae su elogio y las religiosas de su congregación la celebran con el grado de fiesta. Sus reliquias se veneran en la iglesia de Santiago de Múnich, junto a la casa madre de la congregación.